# Viktor Afanasev
Viktor Mikhajlovitj Afanasjev (russisk: Виктор Михайлович Афанасьев, tr. Viktor Mikhajlovitj Afanasjev; født 31. december 1948, Brjansk, Rusland) er en russisk kosmonaut, oberst i det russiske luftvåben og test-kosmonaut ved Gagarin Kosmonauttræningscentret. Han er tildelt æresbevisningen Sovjetunionens helt.

## Biografi
Viktor Afanasjev er søn af Mikhail S. Afanasjev (død) og Marja S. Afanasjeva (bosat i Merkuljevo) , han er gift med Jelena Ja. Afanasjeva (1952) med hvem han har to børn.
Han har en baggrund fra en militær flyverskole for piloter i 1970. Fra 1970 til 1976 var han pilot i de sovjetiske styrker i Østtyskland. Fra 1976 til 1977 deltog han i et træningsforløb i Akhtubinsk og fra 1976 til 1980 ved Moskvas flyverinstitut ved det Statslige tekniske universitet.
I 1985 blev han udvalgt til en gruppe kosmonauter til Buran-programmet, og i 1988 i gruppen af kosmonauter til rumstationen Mir
| Dato                            | Mission                         | Længde                    |
| ------------------------------- | ------------------------------- | ------------------------- |
| 2. december 1990 — 26. maj 1991 | Sojus TM-11 — "Mir" (besætning) | 175 dage, 4 i rumvandring |
| 8. januar— 9. juli 1994         | Sojus TM-18 — "Mir" (besætning) | 182 dage                  |
| 20. Februar — 28. august 1999   | Sojus TM-29 — "Mir" (besætning) | 188 dage, 3 i rumvandring |
| 21. — 31. oktober 2001          | Sojus TM-33 — "ISS" (besøg)     | 9 dage                    |